# Баркан, Семён Аркадьевич
Семён Аркадьевич (Аронович) Баркан (1916—2010) — советский театральный режиссёр и педагог, профессор, заслуженный деятель искусств РСФСР (1970).

## Биография
Семён Баркан родился в 1916 году в городе Полоцке (ныне Белоруссия). Первую часть своей жизни прожил в Петрограде.
В 1938 году поступил на режиссёрский факультет ГИТИС на курс Алексея Дмитриевича Попова, который окончил в 1944 году. В 1942-43 годах работал в Красноярском краевом драматическом театре имени А. С. Пушкина, где поставил спектакли «Беспокойная старость» Л. Н. Рахманова и «Зыковы» М. Горького. После окончания ГИТИСа А. Д. Попов пригласил С. А. Баркана в Центральный Театр Красной Армии, где Попов работал главным режиссёром. После начала пресловутой борьбы с низкопоклонством перед западом С. А. Баркана уволили из Театра Красной Армии.
В 1947-49 годах он главный режиссёр 1-го Московского областного театра и театров в Орехово-Зуеве и Сталиногорске. В 1950-51 годах — режиссёр драматического театра Центрального Дома культуры железнодорожников, где работал под руководством М. О. Кнебель. Поставил пьесы: «Кража» Джека Лондона, «Лондонские трущобы» Дж. Б. Шоу, «Потерянный дом» С. В. Михалкова.
В 1951-63 очередной и с 1957 года главный режиссёр цыганского театра «Ромэн».
В 1963-66 режиссёр Московского драматического театра, где главным режиссёром был Андрей Александрович Гончаров. Здесь он поставил поставил «Мать» К. Чапека, «Физики и лирики» Я. И. Волчека (совместно с А. А. Гончаровым), «Временный жилец» В. С. Полякова.
В 1966-77 вновь главный режиссёр театра «Ромэн». Создал при театре молодёжную студию, воспитал плеяду актёров, привлёк к работе новых авторов, поставил спектакли: «О тех, кто любит» А. А. Антокольского (1954), «Цыганка Аза» М. П. Старицкого (1956), «Сердце цыганки» Дюмануара и Деннера (1957), «Цыган» по повести А. В. Калинина (1963), «Ром Баро» И. А. Шведова (1961), «Здравствуй, Пушкин!» И. И. Ром-Лебедева и А. И. Гессена (1973), «Родился я в таборе» Ю. М. Нагибина (1970), «За дружеской беседою» И. В. Штока (1970), «Закон предков» И. Хрусталева (1975).
С 1978 на педагогической работе в ГИТИСе, в Московском государственном институте культуры (МГИК), с 1986 в Высшем театральном училище им. М. С. Щепкина. Курс, который С. А. Баркан вёл в течение 5 лет, стал «ядром» театра «ФЭСТ». Среди учеников С. А. Баркана главные режиссёры созданных ими театров Анатолий Ледуховский, Сергей Постный, Игорь Шаповалов, Николай Круглов,  актёр и драматург Павел Морозов, киноактер и кинорежиссер Вадим Мадянов.
С 1989 года — профессор. Заслуженный деятель искусств РСФСР (1970).
Летом 1994 года С. А. Баркан переезжает в Германию в город Бремен. На факультете культуры Восточной Европы Бременского университета для студентов, изучающих русский язык, он ведёт семинар «История русского театра XX столетия» и семинар по актёрскому мастерству, который перерос в Театр-студию «Русская актёрская школа». На сцене театра было поставлено 12 спектаклей: А. Вампилов «Утиная охота», композиция «Старые монологи о главном», А. Гельман «Скамейка», А. Мариенгоф «Циники», А. Арбузов «Жестокие игры», А. Володин «Ящерица» (на немецком языке), З. Сагалов «Последняя роль Соломона Михоэлса», Й. Бар-Йосеф «Трудные люди», Л. Филатов «Про Федота-стрельца», Т. Уильямс «Стеклянный зверинец», Г. Горин «…забыть Герострата!».
Семён Аркадьевич Баркан скончался 24 сентября 2010 года в возрасте 94 лет после продолжительной болезни.

## Признание и награды
- Заслуженный деятель искусств РСФСР (1970)
- Благодарственное письмо Государственной Думы России «За многолетнюю педагогическую деятельность» (2008)